# Metepeira rectangula
Metepeira rectangula är en spindelart som först beskrevs av Hercule Nicolet 1849.  Metepeira rectangula ingår i släktet Metepeira och familjen hjulspindlar. Inga underarter finns listade i Catalogue of Life.